# Roy Clingan
| 77696 Patriciann | 18 luglio 2001 |

Roy Clingan (1950) è un astronomo amatoriale statunitense.
Il Minor Planet Center gli accredita la scoperta di cinquantotto asteroidi effettuate tra il 2001 e il 2007.
Gli è stato dedicato l'asteroide 33747 Clingan.